# Palacio de Gobierno (Bolivien)

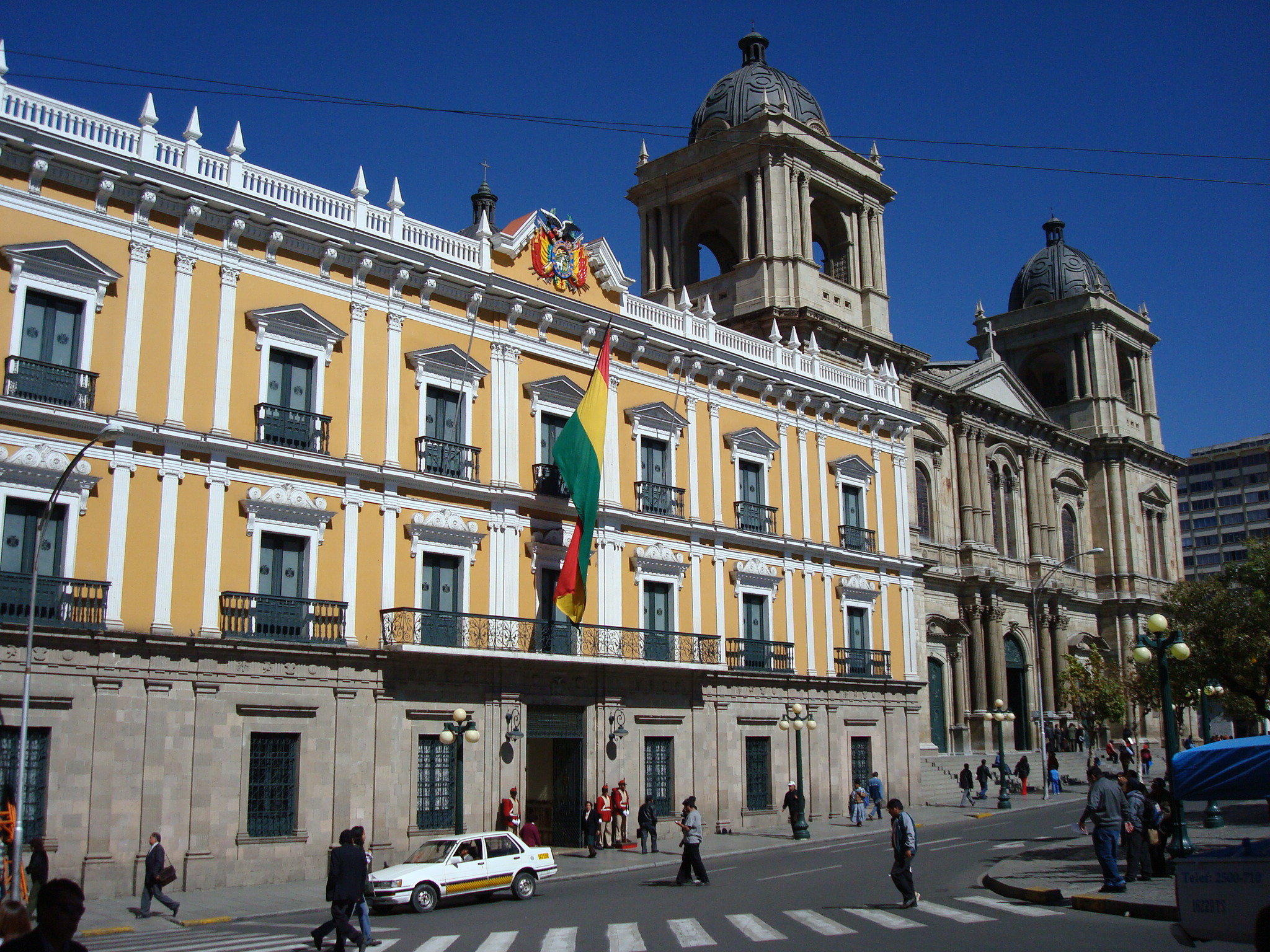
Ansicht des Palacio de Gobierno

Der Palacio de Gobierno (umgangssprachlich Palacio Quemado) war bis 2018 der Sitz der bolivianischen Regierung. Er befindet sich an der Plaza Pedro Domingo Murillo in der Innenstadt von La Paz, neben der Kathedrale Unserer Lieben Frau von La Paz und dem Palacio Legislativo, in dem der Nationalkongress tagt. Der Spitzname Palacio Quemado entstand aus der Tatsache, dass das Vorgängergebäude bei einer Meuterei 1860 niedergebrannt wurde. 
Im August 2018 wurde ein Neubau seiner Bestimmung übergeben. Das 120 Meter hohe Casa Grande del Pueblo (Große Haus des Volkes) steht direkt hinter dem Altbau, der zu einem Museum werden soll.